# Büyükincirli, Yozgat
Büyükincirli là một xã thuộc thành phố Yozgat, tỉnh Yozgat, Thổ Nhĩ Kỳ. Dân số thời điểm năm 2010 là 150 người.